# Los Fabulosos Cadillacs
Los Fabulosos Cadillacs é uma banda proveniente de Buenos Aires, Argentina. Se formou em 1985 originalmente com o nome de "Cadillacs 57" e como uma banda de ska, vestindo-se ao estilo de Madness ou de The Specials, suas principais influências nos primeiros anos de grupo. Los Fabulosos Cadillacs são uma das banda mais influentes e exitosas do ska latinoamericano. Tocaram diversas misturas de estilos além do ska (que era seu principal estilo): jazz, salsa, tango, samba, reggae e cumbia, entre outros.
Em 2016, foram indicados aos Grammy Latinos de Grammy Latino de Canção do Ano e Melhor Canção de Rock pela canção "La Tormenta"; Melhor Canção Alternativa pela canção "Averno, El Fantasma" e Melhor Álbum de Rock pelo álbum La Salvación de Solo y Juan.pela canção "La Tormenta".

## Discografia

### Álbuns de estúdio
- Bares y fondas (1986)
- Yo te avisé (1987)
- El ritmo mundial (1988)
- El satánico Dr. Cadillac (1989)
- Volumen 5 (1990)
- Sopa de caracol (1991)
- El león (1992)
- Vasos vacíos (1993)
- Fabulosos Cadillacs en vivo en Buenos Aires (1994)
- Rey azúcar (1995)
- Fabulosos calavera (1997)
- 20 grandes éxitos (1998)
- La marcha del golazo solitario (1999)
- Hola (2001)
- Chau (2001)
- Hola chau (versión CD + DVD) (2006)
- La luz del ritmo (2008)

### Singles
- El satánico Dr. Cadillac
- La vida
- Calaveras y diablitos
- El muerto
- Mal bicho
- Mal bicho (extended mix)
- Vasos vacíos (con Celia Cruz)
- Matador
- Marinero en tierra
- Tributo a Neruda
- Gitana
- Strawberry Fields Forever
- Grosse Pointe Blank
- Crónica
- I Like it Like That
- Peso argento
- Silencio hospital (CD promocional de Bares y fondas)
- Gasoleros (Vicentico)
- Cóndor crux

### Videoclips
- Mi novia se cayó a un pozo ciego (1987)
- Revolution Rock (1988)
- Conversación nocturna (1988)
- Demasiada presión (1990)
- Sopa de caracol (1991)
- Manuel Santillán, El León (1992)
- Gitana (1992)
- Desapariciones (1992)
- Matador (1993)
- Mal bicho (1995)
- Strawberry Fields Forever (1995)
- Las venas abiertas de América Latina (1996)
- What's New Pussycat? (con Fishbone) (1996)
- El muerto (1997)
- Sabato (1997)
- Calaveras y diablitos (1997)
- La vida (1999)
- Los condenaditos (1999)
- Vos sabés (2000)
- C.J (2000)
- Piraña, todos los argentinos somos D.T. (2000)
- Padre nuestro (2008)
- La Luz Del Ritmo (2008)

### VHS ou DVD
Hola y Chau (2 de septiembre 2000) (Estádio Obras) (2006)
Yo no me sentaría en tu mesa (VHS)

### Coletâneas
- Los Fabulosos Cadillacs 20 grandes éxitos (1997)
- Los clásicos del rock en español
- El legado de Los Fabulosos Cadillacs (volumen 1)
- El legado de Los Fabulosos Cadillacs (volumen 2)
- Los Fabulosos Cadillacs 3 CD
- Obras cumbres 2 CD (2000)

### Outros
Flavio Cianciarulo
- Flavio solo, viejo y peludo
- El marplatense
- Cachivache
- Sonidero
- Super Sound 2012

Gabriel Fernández Capello
- Vicentico
- Los rayos
- Los pájaros

Sergio Rotman
- El fuego del amor (Rotman & Amigos)
- NS/NC (Cienfuegos)
- Veinticincoseisdosmilcuatro (Cienfuegos)
- 20 comprimidos (Cienfuegos)

Gerardo "Toto" Rotblat
- Salta y vuela (Orquesta Jabalí)

Daniel Lozano/Mario Siperman
- Tesoromio